# Ciampa crambaria
Ciampa crambaria är en fjärilsart som beskrevs av Felder 1875. Ciampa crambaria ingår i släktet Ciampa och familjen mätare. Inga underarter finns listade i Catalogue of Life.